# Geschiedenis van Monaco

Monaco als onderdeel van de Republiek Genua, Italië 1796.

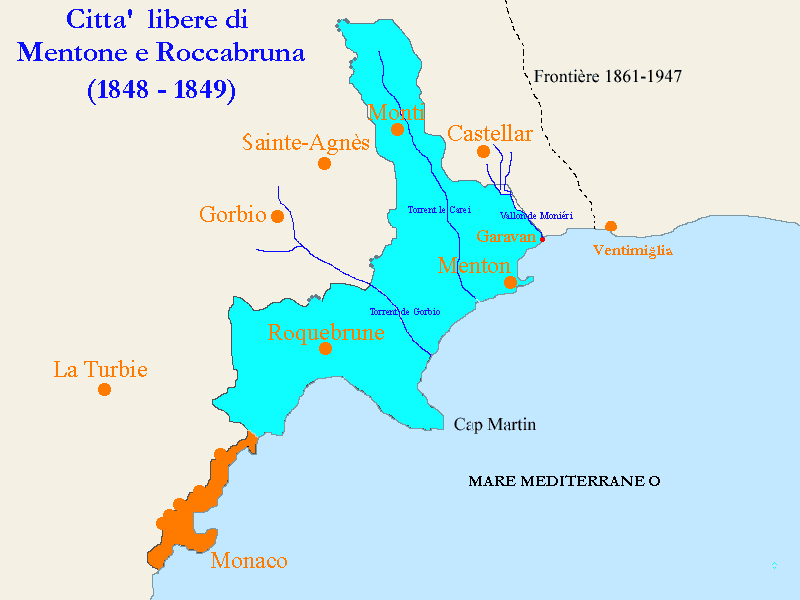
Tot 1848 was Monaco een stuk groter. In dat jaar verklaarden de steden Roquebrune-Cap-Martin en Menton (in het blauw) zich onafhankelijk. Na de overdracht van deze steden aan Frankrijk bleef alleen het oranje deel over.

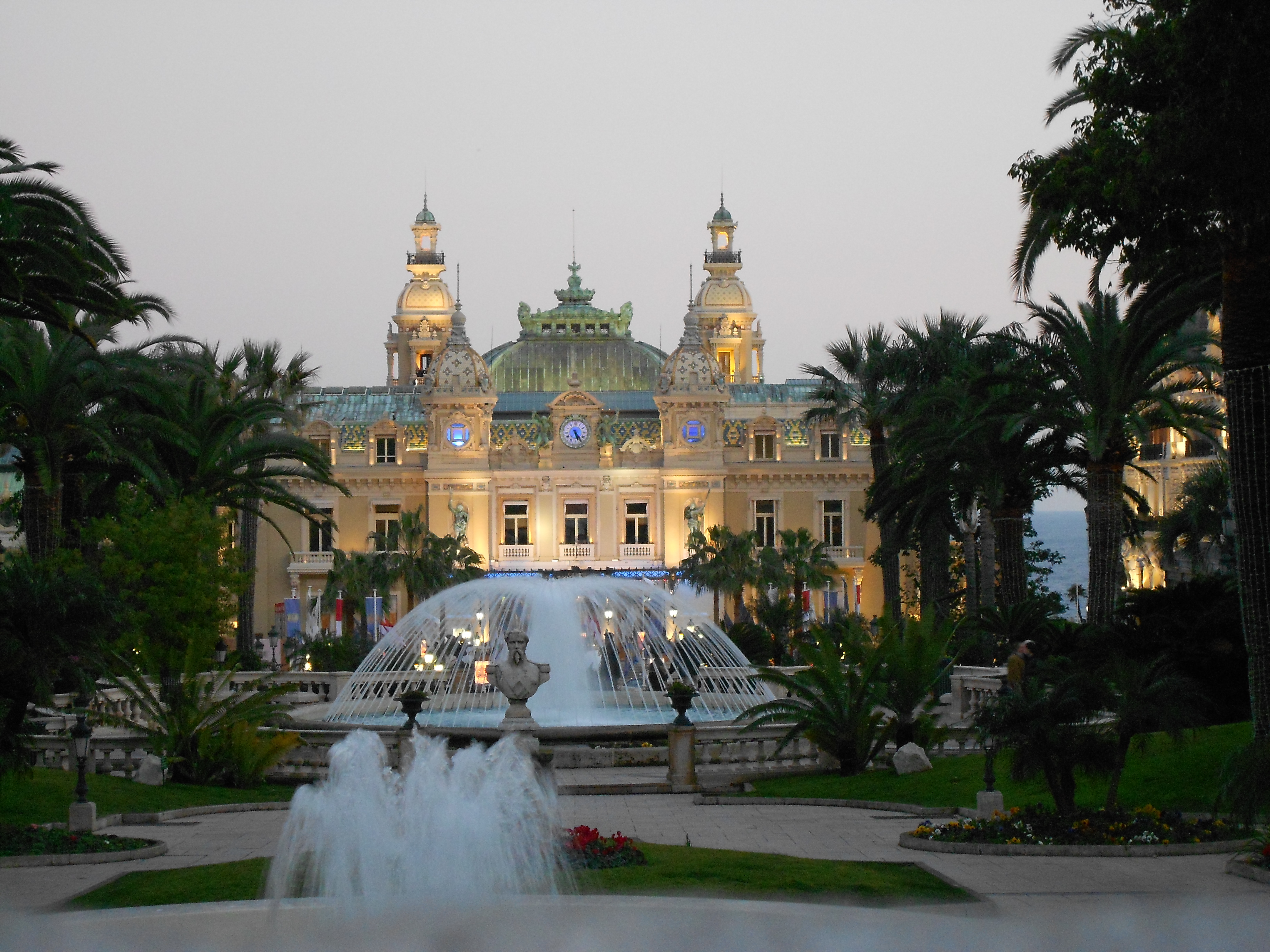
Het Monte Carlo Casino geopend in 1863.

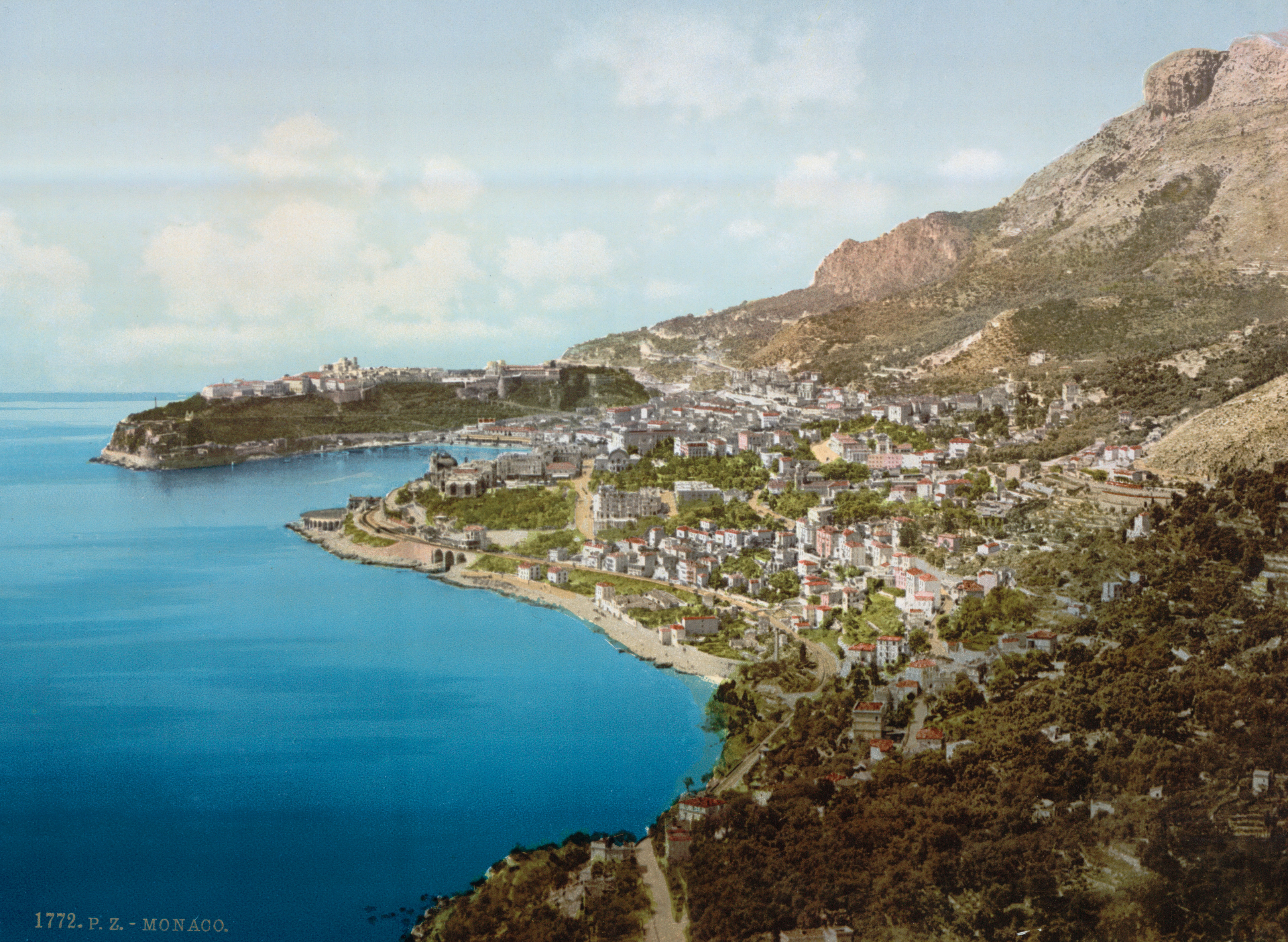
Monaco rond het jaar 1900.

Dit artikel behandelt de geschiedenis van Monaco, een klein staatje omsloten door Frankrijk.

## Oudheid
De rots van Monaco werd al zo'n vierduizend jaar voor Christus bewoond maar niet permanent. In de oudheid werd de rots bewoond door de Liguriërs. Phocaeërs stichtten er in de 6e eeuw voor Christus. een kolonie met de naam Monoikos. Deze naam is afgeleid van μόνοικος "enkel huis", van μόνος "alleen, enkel" + οίκος "huis". De legende wil dat Hercules hier langs is gekomen en een tempel heeft opgericht.
Tijdens de Gallische Oorlog bezocht Julius Caesar de rots. Na de val van het Romeinse rijk werd het gebied geregeerd door de Odoakers, later door de Ostrogoten en later weer door de Liguriërs. Monaco maakte deel uit van het Graafschap Provence en van het bisdom Nice. Keizer Hendrik VI van het Heilige Roomse Rijk beval in 1191 dat het gebied voortaan een kolonie van de Republiek Genua zou zijn. In 1215 werd een fort op de rots gebouwd op bevel van de Genuese consul Fulco del Castello.

## De komst van de Grimaldi's
De Grimaldi's waren een invloedrijke Genuese familie, verwant aan de Welfen, die uit hun stad verdreven werden. In 1297 namen zij onder leiding van François Grimaldi, vermomd als franciscaner monnik (monaco in het Italiaans, een toevalligheid), het fort in en sindsdien wordt het gebied bestuurd door het Huis Grimaldi. In de 14e eeuw namen de Grimaldi's ook de steden Menton en Roquebrune-Cap-Martin in. Vanaf 1512 kwam Monaco steeds meer onder Franse invloed. Met het Verdrag van Péronne (1641) werd Monaco een Frans protectoraat, maar behielden de Grimaldi's wel de soevereiniteit. Er zouden slechts twee perioden volgen waarin de Grimaldi's niet aan de macht zouden zijn en dat was tijdens de Franse Revolutie (1793 -1814) en tijdens de Tweede Wereldoorlog. Op 13 januari 1793 zette de Nationale Monegaskische Conferentie (Convention nationale monégasque) de prinsen van Monaco af. Op 14 februari van dat jaar werd Monaco bij Frankrijk gevoegd. Het maakte voortaan onderdeel uit van het departement Alpes-Maritimes en werd herdoopt naar Fort d'Hercule. 
Op 6 april 1814 ondertekende Napoleon zijn eerste abdicatie. Dor het Eerste Verdrag van Parijs werd de onafhankelijkheid van het prinsdom hersteld. Tijdens de Honderd Dagen die volgde op Napoleons ontsnapping van het eiland Elba, werd Monaco opnieuw een deel van Frankrijk. Na de Slag bij Waterloo werd het weer onafhankelijk.

## 19e eeuw
In 1848 verklaarden de steden Menton en Roquebrune-Cap-Martin zich onafhankelijk, hopende op annexatie door Sardinië. Het bleef onrustig en de vorst stond de twee steden (zo'n 92% van het land) af aan Frankrijk in ruil voor 4 miljoen frank. Deze overdracht en Monaco's soevereiniteit werden vastgelegd in het Frans-Monegaskisch Verdrag van 1861. Het verlies van deze steden betekende een financiële strop voor het land. Om nieuwe inkomsten te genereren besloot Prins Karel de derde om de wijk Monte Carlo opnieuw in te richten. In 1863 opende hier het Monte Carlo Casino zijn deuren en een jaar later het Hotel de Paris. In 1868 werd een treinverbinding geopend waardoor het een populaire toeristische bestemming werd.

## 20e eeuw
Tot 1911 waren de vorsten van Monaco absolute heersers. In 1910 vond een oproer plaats die bekend zou worden als de Monegaskische revolutie. Dit had als resultaat dat in 1911 een grondwet werd aangenomen. In juli 1918 werd een verdrag getekend dat Frankrijk beschermheerschap verleende over Monaco. Dit verdrag, onderdeel van het Verdrag van Versailles, bepaalde tevens dat Monaco het Franse militaire, politieke en economische beleid zou gaan volgen.
In eerste instantie bleef Monaco neutraal tijdens de Tweede Wereldoorlog. In november 1942 werd het land bezet door Italiaanse troepen. In september 1943, na de val van Mussolini, nam de Wehrmacht het over waarna de deportatie van de Joodse bevolking begon.
Na de dood van zijn grootvader Lodewijk II in 1949 besteeg Reinier III de troon. Hij trouwde in 1956 met de Amerikaanse actrice Grace Kelly. Dit gaf het staatje internationale bekendheid. In 1962 kwam hij met een nieuwe grondwet, maakte hij een einde aan de doodstraf, kwam er vrouwenkiesrecht en werd een hooggerechtshof opgericht om fundamentele vrijheden te garanderen. Monaco werd meer en meer een toevluchtsoord voor de rijken. Dit leidde tot spanningen met Frankrijk. Het conflict werd opgelost met een verdrag dat Franse staatsburgers die in Monaco wonen toch belasting in Frankrijk moeten betalen, met uitzondering van de mensen die er voor 1962 al vijf jaar woonden. In de jaren zeventig en tachtig vond een ware bouwhausse plaats en werd het land volgebouwd met flatgebouwen. Ook werd de wijk Fontvieille door landaanwinning aangelegd. Monaco werd een dure stad om te wonen en moeilijk betaalbaar voor de oorspronkelijke Monegasken.
In 1993 werd Monaco volwaardig lid van de Verenigde Naties.

## 21e eeuw
In 2002 maakte een nieuw verdrag tussen Frankrijk en Monaco duidelijk dat als er geen troonopvolgers zijn om de dynastie voort te dragen het vorstendom een onafhankelijke staat zal blijven. De militaire verdediging van Monaco blijft wel de verantwoordelijkheid van Frankrijk. Op 31 maart 2005 werd Albert II vorst van Monaco. In 2015 werd een nieuw landaanwinningsproject aangekondigd met de naam Anse du Portier.